# Chouchenn

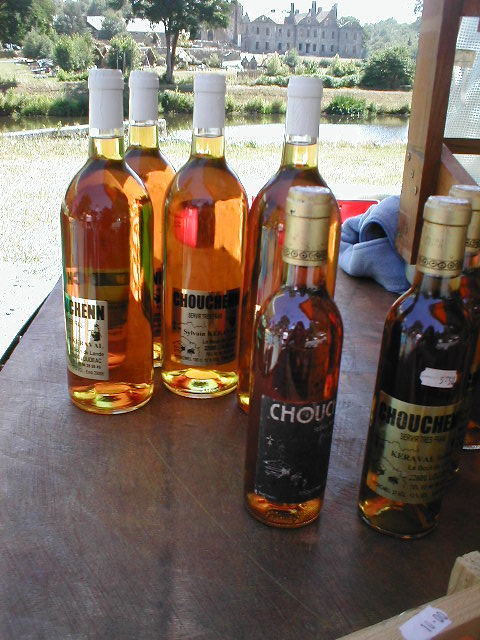
Botellas de chouchenn.

El chouchenn (en francés chouchen) es una bebida alcohólica tradicional de la región de  Bretaña, en Francia. Se obtiene a partir del proceso de fermentación de una mezcla de miel y agua, a la que se añade zumo de manzana. Es parecido al hidromiel.

## Elaboración y tipos de chouchenn
A diferencia del hidromiel, el chouchenn se elabora tradicionalmente en caliente. La mezcla de miel y agua se hierve, lo que permite eliminar las bacterias que podrían haberse desarrollado durante la recolección de la miel. La desaparición de las levaduras de la miel es compensada por las levaduras de la manzana que provocarán la fermentación alcohólica. Esta se realiza en barricas de madera o en cubas con revestimiento interior cerámico, después de filtrar la mezcla. El chouchenn tiene entre 14 y 17 grados de alcohol.
La elección de la miel definirá en parte su sabor definitivo. Las mieles de carácter fuerte como la miel de trigo sarraceno, de castaño o de brezo le proporcionan un color más oscuro y un aroma más pronunciado. Las mieles más ligeras como la miel de zarzamora, multifloral, de acacia, de trébol blanco o de árboles frutales le confieren un color más claro y sabores más delicados. Cada fabricante realiza los asamblajes a su gusto en función del tipo de chouchenn que busca elaborar.
El chouchenn es una bebida dulce en la que la proporción de miel en la mezcla previa al proceso suele ser de 390 a 420 gramos de miel por litro. Tras la cocción y la fermentación, la cantidad residual de miel en un chouchenn dulce suele estar entre 70 y 100 gramos por litro de chouchenn.
La cantidad residual de miel en el chouchenn permite clasificarlo en:
- Chouchenn licoroso: más de 100 g. de miel por litro
- Chouchenn dulce: de 70 a 100 g. de miel por litro
- Chouchenn semiseco o seco: menos de 70 g. de miel por litro

En el chouchenn tradicional se añadía hasta 30 % de zumo de fruta, pero la legislación francesa actual no autoriza una proporción superior a 2 %. Por ello, los fabricantes utilizan ahora levaduras, generalmente liofilizadas, procedentes de la vinificación de cepas nobles como el Sauternes, el Chablis o el Champagne, que le aportan calidades aromáticas diferenciadas.
En el caso del chufere, una variante del chouchenn, el zumo de manzana es sustituido por sidra de manzana.

## Consumo
El chouchenn se consume como aperitivo o para acompañar postres. Se toma muy frío pero sin cubitos de hielo, lo que le restaría sabor.